# Gàidhealtachd

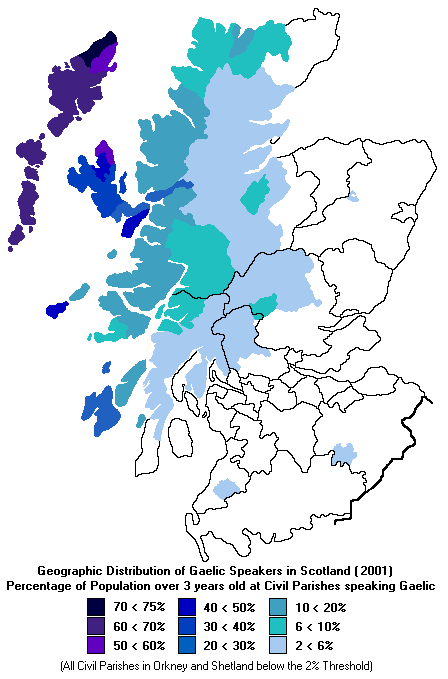
Distribució geogràfica dels gaèlicoparlants d'Escòcia segons el cens de 2001

Gàidhealtachd (en català: Territori gaèlic) és un terme amb què es designen aquelles àrees d'Escòcia on encara perviu el gaèlic escocès i la cultura gaèlica en general, i que es localitzen en les Highlands i a l'arxipèlag de les Hèbrides. Per extensió, el terme també fa referència a les petites àrees gaèlicoparlants de Nova Escòcia (Canadà). En gaèlic irlandès existeix un terme equivalent, Gaeltacht, i s'aplica a les zones de llengua gaèlica d'Irlanda. Tanmateix, mentre que a Irlanda es parla de "els Gaeltacht" (constituint entitats diferenciades), a Escòcia es parla de "el Gàidhealtachd" (com una unitat).
Gàidhealtachd ha estat i continua sent per a molts un sinònim de les Highlands. Tanmateix, no ens trobem davant de dues expressions intercanviables, atès que la primera és de tipus lingüístic i la segona de tipus geogràfic. De fet, moltes zones de les Highlands no tenen una població gaelicoparlant substancial i en d'altres s'hi ha parlat tradicionalment l'scots, un dialecte local de l'anglès. D'altra banda, existeixen certs indrets que formen part del Gàidhealtachd, però que queden fora dels límits polítics de les Highlands, com l'illa d'Arran. Per això, Gàidhealtachd s'empra cada vegada amb més correcció, és a dir, fent referència a les àrees específiques d'Escòcia (i de Nova Escòcia) en les quals el gaèlic és parlat per una part més o menys àmplia de la població, i no com a sinònim de Highlands.
En contraposició a Gàidhealtachd existeix la paraula Galldachd («Territori dels saxons» o «dels no gaèlics»). Paradoxalment, les Hèbrides són anomenades de vegades Innse Gall a causa de la presència històrica de vikings.

## Història
Fins fa pocs segles, el Gàidhealtachd comprenia la major part de l'actual Escòcia al nord del fiord de Forth, a excepció dels arxipèlags septentrionals de les Òrcades i les Shetland (on es parlava el norn, una llengua escandinava). Molts llocs de tot Escòcia tenen noms derivats del gaèlic, evidenciant la gran difusió que l'idioma tenia antigament: Dundee, Inverness, Stirling, Argyll, Galloway…
Per múltiples raons, entre elles la influència d'una cort reial parlant de scots a Edimburg i l'establiment de burgs mercantils a gran part del sud i l'est d'Escòcia, el Gàidhealtachd es va veure enormement reduït. Un altre factor que va contribuir al declivi de la llengua gaèlica a Escòcia va ser el demogràfic: antigament la meitat dels escocesos vivien a les regions gaelicoparlantes de les Highlands, però els desplaçaments forçosos duts a terme els segles xviii i xix van reduir dràsticament la població d'aquestes zones i, per tant, el nombre de parlants.
L'actual extensió de la llengua es limita a les Hèbrides Exteriors, el nord-oest de les Highlands, l'illa de Skye i Argyll i Bute. Hi ha així mateix petites comunitats gaèlicoparlants a Glasgow i Edimburg.

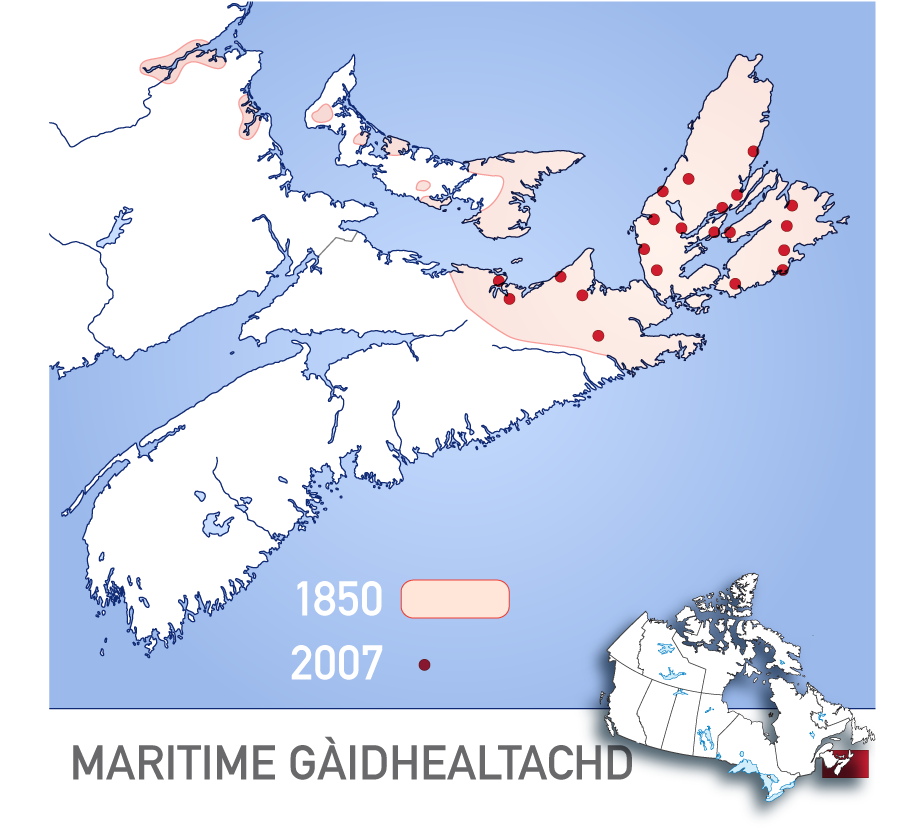
Àrees gaèlicoparlants del Canadà.

## Gàidhealtachdal Canadà
Article principal: Gaèlic canadenc
El gaèlic escocès ha sobreviscut també en algunes comunitats descendents d'immigrants escocesos a certes àrees de Nova Escòcia (especialment a l'illa de Cape Breton), a l'illa del Príncep Eduard i a Terranova, a l'est del Canadà.